# Andrzej Pukacz
Andrzej Pukacz (ur. 1979 w Lubsku, zm. 8 sierpnia 2023) – polski biolog, ekolog, dr hab. nauk biologicznych, pracownik naukowy Collegium Polonicum w Słubicach UAM, jeden z założycieli Stowarzyszenia „Koło Przyjaciół Korczakowa im. Jerzego Zgodzińskiego” 

## Życiorys
W 2006 r. obronił pracę doktorską pt. Ocena stanu ekologicznego jezior Pojezierza Lubuskiego, której promotorem była prof. Lubomira Burchardt, w 2016 r. habilitował się na podstawie pracy zatytułowanej Rola ramienic w precypitacji węglanu wapnia i jej konsekwencje dla mechanizmu wód jeziornych. Był profesorem uczelni w Collegium Polonicum w Słubicach Uniwersytetu im. Adama Mickiewicza w Poznaniu, gdzie był też adiunktem. Zginął podczas prowadzenia badań terenowych ramienic, kiedy nurkował w jeziorze Turkusowym w Parku Krajobrazowym Łuk Mużakowa.